# Paesaggio con san Giovanni Evangelista a Patmos (San Pietroburgo)
Paesaggio con san Giovanni Evangelista a Patmos conosciuto anche come San Giovanni Evangelista a Patmos è un dipinto a olio su tavola di Tobias Verhaecht e Gillis Congnet realizzato nel 1598 e conservato nel Museo statale Ermitage a San Pietroburgo in Russia.

## Storia

### Provenienza
Il dipinto entrò nel Museo statale Ermitage nel 1934; trasferito dall'unione degli scrittori sovietici, la sezione di Leningrado; già nella collezione di PV Delarov.

## Descrizione
Il dipinto presenta san Giovanni Evangelista a Patmos, dove la tradizione afferma che scrisse il Libro dell'Apocalisse.
Giovanni Evangelista è raffigurato, in un contesto paesaggistico, seduto su una roccia in riva al mare, mentre sta scrivendo il Libro dell'Apocalisse. Accanto a lui siede un'aquila la quale è il suo simbolo. Oltre il mare in burrasca e in alto nel cielo si dispiegano le visioni apocalittiche che raccoglierà nel suo libro.